# Liga Mayor de Fútbol Dominicano 2001-02
La temporada 2001 de la Liga Mayor de Fútbol Dominicano fue la primera edición de esta competición dominicana de fútbol a nivel semiprofesional. Este proyecto de fue concebido por la federación dominicana de fútbol para dar los primeros pasos hacia la profesionalización y organización del fútbol dominicano. En esta primera edición participaron 6 equipos, los cuales habían clasificado mediante su posición en el Campeonato Nacional 2000/2001. Los equipos participantes fueron Moca FC , Bancredicard F.C, Baninter-Jarabacoa, Bayaguana, y Club Atlético Pantoja. 
Algunas entidades bancarias apoyaron económicamente a diferentes equipos lo que llevó a algunos cambios de nombres por razones de patrocinio. El Banco Interncontinental apoyó a Jarabacoa FC, el cual fue renombrado Baninter-Jarabacoa. Por su parte el Barcelona Atlético participó patrocinado por el Bancredito, por lo que se llamó Bancredicard F.C. El torneo tenía el siguiente formato, una serie regular a ida y vuelta para un total de 10 partidos por equipo. El que más puntos tuviese al final ganaría el campeonato, mientras que los dos equipos con menos puntos tendrían que ir a jugar el próximo Campeonato Nacional para así poder optar por volver a jugar en la Liga Mayor. Esto dejó establecido que el Campeonato Nacional haría las veces de segunda división. 
El torneo fue bastante luchado y tanto los descensos como el campeón se resolvieron en la última vuelta. Llegando a la última jornada Club Atlético Pantoja tenía 8 puntos uno más que el equipo de Bayaguana F.C que ocupaba la quinta posición, pero una victoria contundente de los bayaguanenses 0-8 sobre DOSA-La Vega se combinó con un empate de Pantoja 0-0  frente a Bancredicard F.C dejando a los de Pantoja con 9 puntos y en quinta posición justo detrás de Bayaguana, condenándolos al descenso. Por su parte Baninter-Jarabacoa llegó a la última jornada a enfrentarse con Moca F.C con tres puntos de diferencia de ventaja. Jarabacoa logró vencerles en el estadio Olímpico Juan Pablo Duarte por marcador 2-4, convirtiéndose así en el primer campeón de esta competencia, y asegurar el primer título de primera división en la historia del pueblo.  

## Equipos participantes
| Provincia         | N.º | Equipos                                   |
| ----------------- | --- | ----------------------------------------- |
| Distrito Nacional | 2   | Bancredicard F.C, \|Club Atlético Pantoja |
| Espaillat         | 1   | Moca FC                                   |
| La Vega           | 2   | Baninter-Jarabacoa, DOSA-La Vega          |
| Monte Plata       | 1   | Bayaguana F.C                             |

## Posiciones finales[1]
Campeón.
     Descenso a Campeonato Nacional.
| Posición | Equipos               | PJ | PG | PE | PP | GF | GC | DG  | Puntos |
| -------- | --------------------- | -- | -- | -- | -- | -- | -- | --- | ------ |
| 1        | Baninter-Jarabacoa    | 10 | 8  | 1  | 1  | 32 | 12 | +20 | 25     |
| 2        | Moca FC               | 10 | 6  | 1  | 3  | 24 | 16 | +8  | 19     |
| 3        | Bancredicard F.C      | 10 | 3  | 5  | 2  | 22 | 19 | +13 | 14     |
| 4        | Bayaguana FC          | 10 | 2  | 4  | 4  | 21 | 20 | +1  | 10     |
| 5        | Club Atlético Pantoja | 10 | 2  | 3  | 5  | 8  | 14 | -6  | 9      |
| 6        | DOSA-La Vega          | 10 | 1  | 2  | 7  | 7  | 33 | -26 | 5      |

## Goleadores[1]
| Jugador        | Equipo             | Goles |
| -------------- | ------------------ | ----- |
| Oscar Mejía    | Baninter-Jarabacoa | 11    |
| German Sánchez | Moca FC            | 8     |
| Adrián Sánchez | Baninter-Jarabacoa | 7     |
| Ramón Mariano  | Bancredicard F.C   | 7     |
| Amado Tejada   | Moca FC            | 6     |
| Carlos Reyes   | Bayaguana FC       | 5     |